# Diego de Landa
Pour les articles homonymes, voir Landa.
Diego de Landa Calderón (né le 12 novembre 1524, mort le 29 avril 1579) est un missionnaire espagnol franciscain, devenu évêque du Yucatán à la fin de sa vie par ailleurs connu pour être le premier et l'un des meilleurs chroniqueurs du monde maya, dont il s'acharna pourtant à détruire les vestiges. 

## Biographie

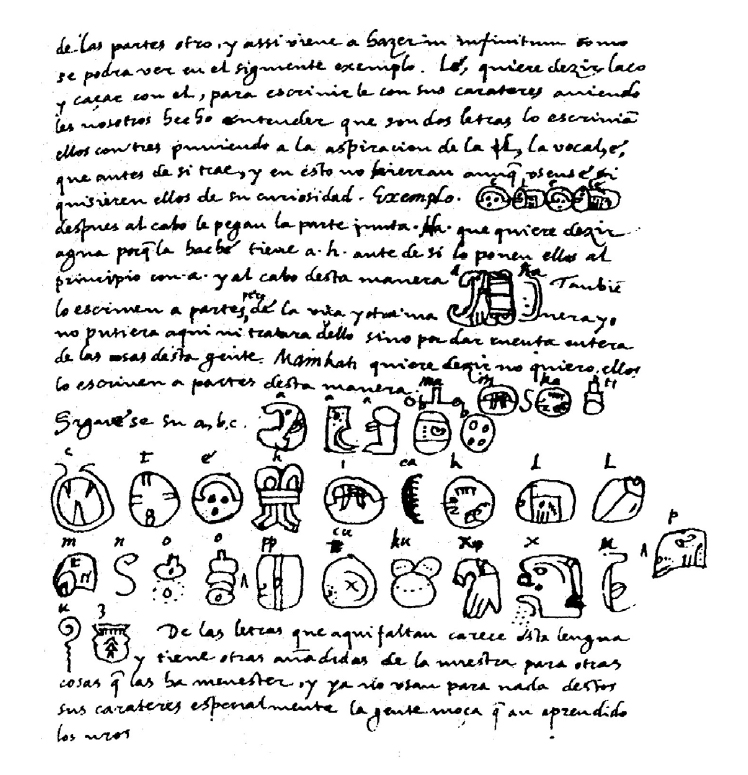
Page extraite de Relación de las Cosas de Yucatán, dans laquelle Diego de Landa retranscrit des glyphes mayas.

Né à Cifuentes de la Alcarria (Guadalajara, Espagne) le 12 novembre 1524, Diego de Landa se fait franciscain en 1541. Il entre au couvent de San Juan de los Reyes de Tolède. Répondant à l'appel missionnaire il fut parmi les premiers franciscains de son ordre à être envoyé au Yucatán pour y prêcher l'évangile aux peuples mayas, après la conquête espagnole de leur territoire.
Sa première affectation fut la mission de San Antonio à Izamal, où il établit sa résidence. Ses pratiques pour évangéliser les Mayas étaient particulièrement radicales. Contre la permanence des pratiques préhispaniques mayas, il organisa le 12 juillet 1562, avec l'aide de l'alcade Diego Quijada, un autodafé, au cours duquel furent détruits 27 codex, 13 autels en pierre de grande taille, 22 pierres de petite taille, 197 vases peints et 5 000 « idoles de différentes tailles et formes »,. Seuls trois livres précolombiens de hiéroglyphes mayas (également appelés codex) et, peut-être, les fragments d'un quatrième ont survécu. L'ensemble de ces ouvrages est connu sous le nom de codex maya.
Très mécontent de lui l'évêque Francisco Toral, franciscain comme lui, arrivant tout juste de Mexico (il venait d'être nommé au Yucatan) finit par le faire renvoyer en Espagne en 1563 afin d'y être jugé par un tribunal ecclésiastique. Le motif d'accusation est double: D'une part son usage de la violence d'autre part avoir outrepassé ses droits en s'attribuant un rôle d'inquisiteur. Lors de son procès, Diego de Landa nia avec vigueur que ces procédures entrainèrent des décès ou des blessures graves. Après plusieurs années de procès (au cours desquelles il écrivit sa Relation, 1566), il fut non seulement absous (1569) des accusations qu'on portait contre lui mais aussi nommé évêque du Yucatan (1572), où il retourna l'année suivante et exerça sa charge d'évêque jusqu'à sa mort.

## Œuvre
Il est l'auteur de Relación de las Cosas de Yucatán, ouvrage dans lequel il décrit précisément la langue, la religion, la culture et l'écriture mayas. Le manuscrit original, écrit en 1566 lors de son retour en Espagne pour y être jugé, a été perdu. Nous en avons une version abrégée due à des copistes qui ont conservé du manuscrit original ce qu'il y avait certainement de plus intéressant. Cette version réduite de la Relación, réalisée vers 1660, fut découverte en 1862 par le clerc français Charles Étienne Brasseur de Bourbourg. qui publia le manuscrit deux ans plus tard dans une édition bilingue franco-espagnole intitulée Relation des choses de Yucatán de Diego de Landa.

## Controverse
Déjà de son vivant Diego de Landa a été décrit comme un fanatique pour la violence avec laquelle il lutta contre ce qu'il concevait être l'idolâtrie des indiens. Pourtant fin connaisseur de la culture et de la langue des Mayas il fit néanmoins brûler presque tous les manuscrits mayas (codex) qu'il put trouver. Par ailleurs dans son souci d'éradiquer la sorcellerie et punir ceux qui, parmi les Mayas étaient soupçonnés de pratiquer les sacrifices humains, Diego de Landa s'attribuant des pouvoirs d'inquisiteur (qu'il n'avait pas et qui lui vaudra un procès en Espagne) semble avoir plus que cautionné la violence physique contre les Indiens convaincus de ces « crimes ».